# Miasta na Curaçao
Według danych oficjalnych pochodzących z 20 października 2023 roku Curaçao, jako kraj autonomiczny holenderskie, posiadało pięć miejscowości o ludności przekraczającej 5000 mieszkańców, 41 miejscowości z liczbą mieszkańców pomiędzy 1000-4999 mieszkańców. Stolica kraju Willemstad, jako jedyne miasto liczyło 136.600 mieszkańców; reszta miejscowości poniżej 1 tys. mieszkańców.

## Największe miejscowości na Curaçao
Największe miejscowości na Curaçao według liczby mieszkańców (stan na 20 października 2023):
| L.p. | Miejscowość | Liczba ludności |
| ---- | ----------- | --------------- |
| 1.   | Willemstad  | 136.600         |
| 2.   | Bonam       | 8.338           |
| 3.   | Santa Rosa  | 6.992           |
| 4.   | Mahuma      | 6.400           |
| 5.   | Boca Samí   | 5.765           |
| 6.   | Tera Corá   | 5.244           |